# Lukanji
Lukanji es un municipio de la provincia de Cabo Oriental en Sudáfrica, con una población estimada en marzo de 2016 de 204 111 habitantes.
Se encuentra en el centro de la provincia, a poca distancia al norte de la capital provincial, Bhisho, y de la costa del océano Índico. 